# وشيش
وشيش (مصرية: وشيشي، وشش) هي إحدى المجموعات العرقية التي قيل أنها جزء من شعوب البحر، وظهرت في سجلات تاريخية وأيقونية مجزأة في مصر القديمة ومن شرق البحر الأبيض المتوسط في أواخر الألفية 2 ق.م.

## السجلات
من بين المجموعات المختلفة التي يتألف منها شعوب البحر، ربما تكون وشيش الأقل إثباتًا. إلى جانب العقويش، وقد عثر على الوشيش فقط في الوثائق المتعلقة بعهد رمسيس الثالث، أي الصرح الثاني من معبده الجنائزي في مدينة هابو وبردية هاريس الأولى. ولم يكن هناك أي إثبات مرئي للوشيش.
وفقًا للنقوش الموجودة في مدينة هابو، فقد عسكر وشيش في أمورو إلى جانب بيليست وتيكر والشردان ودين ين. تم تدمير هذا التحالف على يد رمسيس الثالث وجيوشه، وسجل الفرعون نفسه بأنه قائد لموكب مجيد من أسرى البحر في رحلة العودة.

## هوية
نظرًا لكونه نادرًا ما يكون ذلك موثقا، فإن ربط هوية وشيش مع أي عدد من الشعوب الأخرى هو الأكثر إثارة للجدل مقارنة بمجموعات شعوب البحر الأخرى. وفي 1872 حدد فرانسوا شاباس الوشيش مع الأوسكان وهي شعوب إيطالقية، بناءً على أوجه التشابه الصوتي بين اسمي الشعبين. وبعدها بعام، أي في 1873 نشر جاستون ماسبيرو "فرضية الأناضول" التي افترضت أن شعوب البحر نشأت في آسيا الصغرى. ربط وشيش بالمستوطنة الكارية واسوس. وفي 1922 قام عالم المصريات هنري هول بربط وشيش بواكيوي في كريت.
ربط آخرون وشيش مع الآخيون، وهو تعريف غالبًا ما يتم إجراؤه مع عشيرة عقويش من شعوب البحر، بناءً على أوجه التشابه الصوتية.